# Kontariótissa
Kontariótissa är en ort i Grekland.   Den ligger i prefekturen Nomós Pierías och regionen Mellersta Makedonien, i den norra delen av landet, 270 km norr om huvudstaden Aten. Kontariótissa ligger 44 meter över havet och antalet invånare är 2 088.
Terrängen runt Kontariótissa är platt åt nordost, men åt sydväst är den kuperad. Närmaste större samhälle är Kateríni, 6,0 km nordost om Kontariótissa. Trakten runt Kontariótissa består till största delen av jordbruksmark.